# Baškovce (Prešov)
Baškovce (em húngaro: Felsőbaskóc) é um município da Eslováquia, situado no distrito de Humenné, na região de Prešov. Tem 6,63 km² de área e sua população em 2018 foi estimada em 409 habitantes.

## Demografia
| Ano:        | 1994 | 2004   | 2014   | 2024   |
| ----------- | ---- | ------ | ------ | ------ |
| Broj ljudi: | 438  | 426    | 427    | 388    |
| Razlika:    |      | -2,73% | +0,23% | -9,13% |

| Ano:               | 2023 | 2024   |
| ------------------ | ---- | ------ |
| Número de pessoas: | 395  | 388    |
| Diferença:         |      | -1,77% |